# شهداء كوميرة
شهداء الكوميرا هي عبارة أطلقها وزير الداخلية المغربي في حقبة ما يعرف ب«سنوات الرصاص (المغرب)»،  عندما وصَف قتلى انتفاضة 20 يونيو 1981 بـ«شهداء الكوميرا» استهزاءً بهم، فأصبحت مصطلحا متداولا بين الفرق السياسية والصحفية المستقلة آنذاك والمعارضة والجمعيات الحقوقية.

## أجواء ما قبل الانتفاضة
أمام استمرار تردي الأوضاع الاقتصادية والاجتماعية، وارتفاع الهجرة القروية من جهة، وبداية ظهور التسابق على الهجرة نحو أوروبا والدول الغربية، حيث قبل هذا العهد إلى بداية عهد سنوات الرصاص (المغرب)، كانت معظم الفئات المستقرة من الشعب المغربي ينفرون من الهجرة الخارجية.
ولم تكن تفرض تأشيرات على المواطنين المغاربة، وكانت الهجرة مقتصرة على فئة القرويين أو القرويين النازحين إلى المدن، والفئات التي ليست لهم أي كفاءة علمية أو مهنية أو موارد خاصة.
وفي هذه الظروف أعلنت وكالة المغرب العربي للأنباء اعتزام الحكومة المغربية فرض زيادات مرتفعة في كل المواد الأساسية: الدقيق 40%، السكر 50%، الزيت 28%، الحليب 14%، الزبدة 76%،
وذلك مباشرة بعد زيادات أخرى كانت على التوالي في سنتي 1979 و 1980.
وقد تحجّج المسؤولون آنذاك بنفس الأسطوانة المعهودة وهي: الظرفية العالمية وحالة موازنة الدولة، وأن هذه الزيادة ضرورية وحتمية اقتصادية لصالح الوطن...إلخ، فضلا عن الفساد الذي كان يسود واقع الإدارة المغربية ومختلف دواليب الدولة، إضافة إلى سياسة القمع التي تبنتها الدولة عندئد تحت إشراف وزير الداخلية إدريس البصري، الرجل القوي في السهر على قمع المعارضة وحماية الفساد المستشري في دواليب الدولة المغربية آنذاك، وتطبيق سياسة قمعية شرسة في حق المغاربة وعلى رأسهم البيضاويين الأوائل آنذاك، وإنشاء العديد من الدواليب والزنازين السرية للقمع والتنكيل بالمعارضين والتعذيب السري.

## سيناريو الأحداث ووقوع المجزرة
إثر إصرار الحكومة على التعنت أمام المطالب الشعبية، دعا المكتب التنفيذي للكونفدرالية المغربية للشغل لإضراب عام احتجاجا على الزيادة في أسعار عدد من السلع الغذائية، لم تتفهم الحكومة الوضع المتوتر واختارت المواجهة بالقمع الشرس عوض سلك الحوار للاستجابة للمطالب العادلة والمعقولة، ردّت بقمع أعنف مما سبق عند إضراب 1979، واعتقلت الكاتب العام للكونفدرالية العمالية محمد نوبير الأموي ومعه بعض أعضاء المكتب التنفيذي. كما شنت حملة من الاعتقالات في صفوف المناضلين النقابيين، وزجّت بهم في مخافر الشرطة، الأمر الذي زاد البلاد توترا وأدى إلى انفجار شعبي، فاق التوقعات ولزم إنزال كل القوى القمعية ومختلف الفرق الأمنية والعسكرية، كان أبرزها فرقة زيان الراسخة في الذاكرة البيضاوية، لمواجة انتفاضة 20 يونيو 1981، وقد نتج عن ذلك استخدام الرصاص الحي وسقوط الكثير من الموتى والجرحى في صفوف المتظاهرين.
طوّقت قوات الجيش كل الأحياء بمدينة الدار البيضاء بالدبابات والسيارات العسكرية، ليبدأ حمّام الدم في جلّ أزقة وشوارع الدار البيضاء. وقد بينت التحريات فيما بعد أن الرصاص كان يستهدف الرأس والصدر والقلب.
وتؤكد التقارير الحقوقية أنه قد تم رمي جزء من الضحايا في حفر بشكل جماعي، في مقابر جماعية سرية، من بينها ثكنة عسكرية تابعة لرجال المطافئ المحاذية للحي المحمدي، وتقول بعض التقارير الحقوقية الأخرى أن بعضهم دُفنوا أحياء وهم يئنّون من جراحهم. وهي المقبرة الجماعية التي كشفت عنها التحريات التي أشرفت عليها هيئة الإنصاف والمصالحة، بالاعتماد على محاضر الشرطة وتقارير المنظمات الحقوقية وسجلات وزارة الصحة.
كانت المجزرة رهيبة وكان عدد الشهداء كبيرا، وقد قدرت الجمعيات الحقوقية عدد القتلى بأكثر من 1000 قتيل، الجزء الأكبر في اليومين المتتاليين ل 20 يونيو. كل مطالبهم معارضة الزيادات التعسفية والمتتالية في السلع الإستهلاكية.
هذا إضافة إلى مئات الاختطافات والاعتقالات، حتى وصل عدد المعتقلين إلى حوالي 26 ألف شخص اعتقلوا بدون محاكمة وفي شروط لا إنسانية مما أدى إلى موت العديد منهم (قتل العديد من المعتقلين في المقاطعة 46، التي أصبحت فيما بعد مقرا لعمالة سيدي البرنوصي زناتة من جراء الاكتظاظ والتعذيب).
ووزعت المحاكم قرونا من السجن على الأبرياء، حيث أن غرفة جنائية واحدة وزعت ما مجموعه 1400 سنة سجنا.